# ¿Dónde están?
¿Dónde están? es una canción escrita e interpretada por el dúo musical mexicano de dancepop Sentidos Opuestos, incluida originalmente en su tercer álbum de estudio Viviendo del futuro (1996). Esta canción fue lanzada como el segundo sencillo oficial de dicho materia por su discográfica EMI.

## Otros datos
Esta canción es considerada un clásico en la música dancepop mexicana y de la banda de igual forma junto con otros éxitos noventeros de esa época.
En 2023 la canción formó parte la gira musical 90's Pop Tour junto con otros de sus más grandes éxitos musicales, compartiendo escenario con otras bandas más como OV7, Magneto y otros artistas musicales.

## Video musical
Los integrantes están en cantando la canció en vivo en unos de sus primeros conciertos que dieron para dar promoción.